# Adventhaus (Zakopane)
Die Siebenten-Tags-Adventisten-Kirche in Zakopane (polnisch Zbór Kościoła Adwentystów Dnia Siódmego w Zakopanem) wurde in 1940 im Stil der Postmoderne mit Einfluss des Zakopane-Stils erbaut. Die Gemeinde der  Siebenten-Tags-Adventisten geht auf das Jahr 1926 zurück. Die Kirche dient als Pfarrkirche.

## Geographische Lage
Die Kirche befindet sich im östlichen Zakopaner Stadtteil Antałówka im Vortatragraben am Fuße der Tatra.